# Мункамба
Мункамба — река в Иркутской области и Красноярском крае России, левый приток Ейки (бассейн Нижней Тунгуски). Длина реки — 182 км. Площадь водосборного бассейна — 2780 км².
Исток реки находится в Эвенкийском районе Красноярского края на Среднесибирском плоскогорье, на высоте более 400 м над уровнем моря. Преимущественно течёт в западном направлении по холмистой тайге с преобладанием лиственницы. Русло реки умеренно меандрирует. В нижнем течении встречаются пойменные озёра и старицы. Впадает в Ейку по левому берегу на отметке менее 230 м над уровнем моря, ниже впадения Юнэкэна, в 158 км от устья Ейки. Ширина в низовьях — 35 м при глубине 0,4 м; скорость течения перед устьем составляет 0,3 м/с. 

## Основные притоки
Указаны поименованные притоки длиной 20 км и более
| Название      | Расстояние от устья | Длина | Положение |
| ------------- | ------------------- | ----- | --------- |
| Амгарагда     | 40                  | 22    | левый     |
| Онковиткит    | 60                  | 27    | левый     |
| Ян-Кан-Бираян | 84                  | 28    | левый     |
| Верхняя Дягда | 109                 | 22    | правый    |
| Сиринь        | 126                 | 34    | левый     |
| Аллара-Сала   | 158                 | 24    | правый    |

## Данные водного реестра
По данным государственного водного реестра России и геоинформационной системы водохозяйственного районирования территории РФ, подготовленной Федеральным агентством водных ресурсов:
- Бассейновый округ — Енисейский
- Речной бассейн — Енисей
- Речной подбассейн — Нижняя Тунгуска
- Водохозяйственный участок — Нижняя Тунгуска от истока до водомерного поста посёлка Кислокан
- Код водного объекта — 17010700112116100070763